# Helminthostachys
Helminthostachys, monotipski rod kopnenih jednogodišnjih paprati iz jugoistočne Azije, Pacifika i Australije. Jedina vrsta je H. zeylanica čiji korijen u Kini koriste kao lijek a sakuplja se tijekom vlažne sezone u srpnju i kolovozu. Lisotvi se u Indiji koriste za hranu i liječenje impotencije